# Ana Cristina Silva
Ana Cristina Conceição Silva (Vila Franca de Xira, en 1964) es una escritora portuguesa. Ha publicado numerosas novelas. Vive en su ciudad natal Vila Franca de Xira.
En 1987, obtuvo su licenciatura en psicología por la Universidad de Lisboa. Luego en 1992, la maestría por el Instituto Universitario de Ciencias Psicológicas, Sociales y de la Vida (ISPA). Y a posteriori, en 2001, un doctorado en Psicología de la Educación por la Universidad de Minho. Y en el ISPA, ejerce actividades académicas como profesora universitaria desde 1992, especializándose en el área de la lectoescritura, investigación sobre adquisición temprana del lenguaje escrito, ortografía y producción de textos. Ha publicado trabajos científicos en Portugal y en el extranjero. Además, se ha dedicado a la creación literaria.

## Obra

### Algunas publicaciones literarias
- Mariana, Todas as cartas. 2002. Ed. Gotica.[5]

- Así comienza la vida. Vol. 1 de Haciendo amigos. Con Joâo Luiz Cardozo. Editorial Safeliz, 41 pp. ISBN 8472082903, ISBN 9788472082908 2004

- Bela. 2005[6]

- À meia luz. 2006[7]

- A Mulher Transparente. 2004[8]

- As Fogueiras da Inquisição. Editorial Presença. 189 pp. 2008[9]

- A Dama Negra da Ilha dos Escravos. 172 pp. ISBN 9722341154, ISBN 97897223411582009[10]

- Crónica do Rei-Poeta Al-Mu´Tamid. 2010[11]

- Cartas Vermelhas. ISBN 9895558562, ISBN 97898955585682011[12]libro en línea

- O Rei do Monte Brasil. 45 pp. ISBN 9895560052, ISBN 97898955600592012[13][14]

### Algunas publicaciones en psicología

#### Libros
- Con S. Ferreira. 2012. Jogos para aprender a ler e a escrever. Ed. Lisboa: DGIDC, Ministério da Educação

- Con I. Sim-Sim, C. Nunes. 2008. Linguagem e Comunicação no Jardim de Infância. Ed. Lisboa: Direcção-Geral de Inovação e Desenvolvimento Curricular

- 2003. Até à descoberta do princípio alfabético. Ed. Lisboa: Gulbenkian

- Con A. Carita, A. Monteiro, T. Diniz. 1998. Como ensinar a estudar. Ed. Lisboa: Editorial Presença, ISBN 972-23-2370-9

#### Capítulos de libros
- Con T. Almeida, M. Alves-Martins. 2012. Invented spelling and perspectives on spelling development: the necessity of an integrated cognitive model. En: Preschool Children: Physical Activity, Behavioral Assessment and Developmental Challenges. Eds. Colombo L. & Bianchi, L., 58 - 68. New York: Nova Science Publishers, Inc.

- Con M. Martins. 2012. Learning to write effectively: Current trends in European research. En: The impact of open and closed vowels on the evolution of pre-school children´s writing. Eds. Torrance, M.; Alarmargot, M.; Castelló, F.; Ganier, O.; Kruse, A.; Mangen, L.; Tolchinsky L. & Van Waes, 23 - 26. ISBN 1780529287. Londres: Emerald Group Publishing Ltd.

- Con C. Silva. 2005. Aprender a ler: Um percurso complexo com dimensões cognitivas, sociais e culturais. En: A Língua Portuguesa: Presente Futuro. Ed. Gulbenkian, 00 - 00. Lisboa: Fundação Calouste Gulbenkian

- Con M. Alves-Martins, C. Silva. 2000. Le rôle de la conscience phonologique dans l´apprentissage de la lecture: apports et limites. En: Comprendre l´enfant apprenti lecteur. Ed. Chauveau, 00 - 00. París: Éditions Retz

#### Artículos con referato
- Con V. Ribeiro. 2011. "Erros ortográficos e competências metalinguísticas". Análise Psicológica  29, 3: 391 - 402

- Con Tiago Almeida, M. Alves Martins. 2010. "Letter names and sounds: their implications for the phonetisation process". Reading and Writing 23, 2: 147 - 172 doi: 10.1007/s11145-008-9157-3

- Con M. Alves-Martins, C. Silva, M. Mata Pereira. 2010. "The impact of the articulatory properties of phonemes on the evolution of preschool children's writing". Applied Psycholinguistics 31, 04: 693 - 709 doi: 10.1017/S0142716410000202